# قيادة جماعية
تعد القيادة الجماعية نموذجًا مثاليًا لحكم الدولة الاشتراكية داخل الأحزاب الشيوعية الحاكمة. وتتمثل مهمتها الرئيسية في توزيع الصلاحيات والمهام من الفرد إلى مجموعة واحدة. فعلى سبيل المثال، فقد تم توزيع الصلاحيات في الصين من منصب الأمين العام وتمت مشاركتها مع اللجنة الدائمة للمكتب السياسي في حين أنه لا يزال يتمتع بحاكم واحد. وعلى الجانب الآخر في فيتنام، لا يوجد زعيم واحد، وتتوزع الصلاحيات بين الرئيس ورئيس الوزراء والأمين العام للحزب، بالإضافة إلى بعض الهيئات الجماعية مثل المكتب السياسي والأمانة العامة واللجنة المركزية.

## أشكال القيادة التعاونية

### الصين
حاليًا، تتركز السلطة المركزية لحكومة الصين في يد اللجنة الدائمة للمكتب السياسي، والتي تتكون يتكون من 7 أعضاء من الحزب الشيوعي الصيني، برئاسة الأمين العام للجنة المركزية.

### الاتحاد السوفييتي
كانت القيادة الجماعية (روسية: коллективное руководство, kollektivnoye rukovodstvo) أو جماعية القيادة (روسية: коллективность руководства, kollektivnost rukovodstva)تعد شكل الحكم المثالي في جمهوريات الاتحاد السوفييتي (USSR). وتتمثل مهمتها الرئيسية في توزيع الصلاحيات والمهام بين المكتب السياسي واللجنة المركزية ومجلس الوزراء لعرقلة أي محاولات تسعى لفرض هيمنة رجل واحد على النظام السياسي السوفييتي على يد الزعيم السوفييتي، كما كان الوضع في ظل حكم جوزيف ستالين. وعلى المستوى الوطني، كان قلب القيادة الجماعية رسميًا اللجنة المركزية للحزب الشيوعي، ولكن على المستوى العملي، كانت القيادة في يد المكتب السياسي. وتتسم القيادة الجماعية بالحد من سلطات الأمين العام ورئيس مجلس الوزراء، نظرًا لاتصالهما بغيرهما من المناصب من خلال تعزيز صلاحيات الهيئات الجماعية، مثل المكتب السياسي.
وكان فلاديمير لينين، وفقًا للأدب الروسي، خير مثال على حكم زعيم يعمل لصالح النهج الجماعي. أما ستالين، فقد اتسم حكمه بهيمنة رجل واحد، وهو ما كان خرقًا عميقًا للديمقراطية داخل الحزب والقيادة الجماعية؛ الأمر الذي جعل فترة زعامته محل جدل كبير بعد وفاته عام 1953. وفي المؤتمر العشرين للحزب، تعرض عهد ستالين للنقد ووصف بأنه كان «تأليهًا للذات.» ولذلك دعم خليفته نيكيتا خروتشوف فكرة القيادة الجماعية، ولكنه لم يكن يحكم بأسلوب جماعي إلا عندما كان يناسبه ذلك. وفي عام 1964، تمت الإطاحة بخروتشوف بسبب تجاهله للقيادة الجماعية وحل محله ليونيد بريجنيف في منصب السكرتير الأول وأليكسي كوسيغين في منصب رئيس الوزراء. وتم تعزيز القيادة الجماعية خلال سنوات حكم بريجنيف، ولاحقًا في عهد يوري أندروبوف وقسطنطين تشيرنينكو. وساعدت إصلاحات ميخائيل جورباتشوف على تعزيز التحزب في القيادة الروسية، واختلف أعضاء من حزب جورباتشوف معه علنًا بشأن القضايا الرئيسية. ولم تتفق الفصائل عادة على قلة أو مدى الحاجة لتجديد إصلاح النظام السوفييتي.

## قائمة المصادر
- Baylis, Thomas A. (1989). Governing by Committee: Collegial Leadership in Advanced Societies. State University of New York Press. {{استشهاد بكتاب}}: الوسيط غير المعروف |الرقم المعياري= تم تجاهله يقترح استخدام |ردمك= (مساعدة)
- Cocks, Paul; Daniels, Robert Vincent; Whittier Heer, Nancy (1976). The Dynamics of Soviet Politics. Harvard University Press. {{استشهاد بكتاب}}: الوسيط غير المعروف |الرقم المعياري= تم تجاهله يقترح استخدام |ردمك= (مساعدة)صيانة الاستشهاد: أسماء متعددة: قائمة المؤلفين (link)
- Christian, David (1997). Imperial and Soviet Russia: Power, Privilege, and the Challenge of Modernity. Palgrave Macmillan. {{استشهاد بكتاب}}: الوسيط غير المعروف |الرقم المعياري= تم تجاهله يقترح استخدام |ردمك= (مساعدة)
- Taras, Roy (1989). Leadership Change in Communist States. Routledge. {{استشهاد بكتاب}}: الوسيط غير المعروف |الرقم المعياري= تم تجاهله يقترح استخدام |ردمك= (مساعدة)
- Law، David A. (1975). Russian Civilization. Ardent Media. {{استشهاد بكتاب}}: الوسيط غير المعروف |الرقم المعياري= تم تجاهله يقترح استخدام |ردمك= (مساعدة)